# Moschus chrysogaster
El ciervo almizclero alpino (Moschus chrysogaster) es una especie de mamífero artiodáctilo que habita en las montañas de Asia. Tiene dos subespecies:
- M. c. chrysogaster, sur del Tíbet.
- M. c. sifanicus, Qinghai, Gansu, Ningxia, occidente de Sichuan y noreste de Yunnan.

## Distribución y hábitat
Es nativo de las montañas del centro de China, sur y occidente del Himalaya, extendiéndose al oriente de Nepal, Bután y noreste de India, Nepal occidental. Se encuentra en elevaciones de 2000-5000 m s. n. m. M. chrysogaster vive principalmente en bosques con pendientes acentuadas o moderadas. Se le encuentra en bosques de roble o pino.

## Descripción
Esta especie tiene la apariencia de un ciervo pequeño con largos caninos superiores que son visibles aun con la boca cerrada. Su cola tiene pelo escaso, excepto por un pequeño mechón en la punta, y orejas largas de forma similar a las liebres. Tiene un saco almizclero visible que se extiende entre sus órganos reproductores y el ombligo. La abertura del saco es anterior a la uretra. Pesa de 10 a 15 kg (promedio12,5 kg) y mide alrededor de un metro, con una altura en los hombros de 60 cm.
La expectativa de vida en animales criados en cautiverio es de 2,4 años y de individuos sustraídos de su medio natural es de 7 años. El registro de ciclo vital más prolongado en un animal cautivo es de 20 años.

## Comportamiento
El ciervo almizclero del Himalaya es un animal solitario. Los machos adultos probablemente son territoriales. Un aspecto interesante es que ellos normalmente defecan en una letrina (un área o sitio específico donde depositan las heces).
Son rumiantes que pueden subsistir con comida de baja calidad. En otoño e invierno, se alimentan principalmente de hierbas y los tallos de las hojas de árboles y arbustos como roble y Gaultheria. En primavera y verano, su dieta se basa en hierbas y líquenes.

## Conservación
La especie está catalogada en la Lista Roja de la UICN como especie en peligro de extinción debido a que se estima una disminución importante en su población de más del 50% en las últimas tres generaciones (aproximadamente 21 años), inferido en la sobreexplotación, disminución de su rango de distribución y la destrucción de su hábitat. La captura de animales por su almizcle también constituye un amenaza para la especie.